# Somatás
Somatás, en grec moderne : Σωματάς, est un village du dème de Réthymnon, en Crète, en Grèce. Selon le recensement de 2011, la population de Somatás compte 161 habitants. Le village est situé à une altitude de 360 m et à 10 km de Réthymnon.